# Debatindlæg
Et debatindlæg kan være en artikel i en avis eller tidsskrift, sædvanligvis i form af et læserbrev. Indlægget kan stille spørgsmål eller have form af kritik af andres synspunkter eller mod offentlige eller private institutioner, der kan opfatte dem som provokatoriske. 